# Колесников, Владимир Васильевич
Владимир Васильевич Колесников (7 августа 1921, п. Кусково Перовского р-на Московская обл. — 21 июня 1977, пос. Чухлинка) — советский график-иллюстратор, живописец, художник декоративного искусства. Преподаватель Московского  педагогического института им. В. И. Ленина и Московского государственного заочного педагогического института.

## Биография
С 1939 по 1946 год обучался на факультете монументальной живописи Московский институт прикладного и декоративного искусства. Его учителями были А. А. Дейнека, В. А. Фаворский, С. В. Герасимов.
В августе 1941 года прервал обучение и добровольцем ушёл на фронт, воевал в 123 стрелковой дивизии 495 артиллерийского полка; был тяжело ранен. Награждён медалями «За оборону Ленинграда» и «За оборону Москвы».
После 1944 года продолжил свое обучение в институте.
С 1946 по 1950 год учился в мастерской книжной графики института имени В. И. Сурикова у М. С. Родионова. Дипломную работу — иллюстрации и оформление романа «Поднятая целина» М. Л. Шолохова (руководитель Б. А. Дехтерев) защитил с отличием.
Участник выставок с 1950 года. C 1953 года — член Московского отделения Союза художников СССР. Писал портреты людей, жанровые композиции и пейзажи.
В 1953 году основал художественную студию дома культуры 40-летия Октября при машиностроительном заводе «Молния», преподавал в Московском государственном педагогическом институте им. В. И. Ленина и в Московском государственном заочном педагогическом институте.
Работал в издательствах «Молодая гвардия», «Советский писатель», «Детская литература», «Просвещение», «Воениздат», «Гослитиздат», «Планета», в газетах и журналах. Проиллюстрировал более 100 книг — от классиков русской и зарубежной литературы до современных авторов: «Младшая сестра» Л. Ф. Шишова (1951), «Жатва» (1952) и «Повесть о директоре МТС и главном агрономе» (1956) Г. Е. Николаевой, «В августовских лесах» И. И. Фёдорова (1954), «Мужество» В. К. Кетлинской (1955), «Рассказы о Чапаеве» В. И. Баныкина (1957), Стожары» А. И. Мусатова (1961, переизд. — 1962 и 1968), «Охотники» М. Кибека (1962), «Рассказы о сильных» А. Г. Глебова(1964), «Стихи» 3. H. Александровой (1965), «Зеленый шум» Н. А. Некрасова (1971, совм. с др.). 
Среди его станковых работ: серии — «Самарканд» (1942), «Советская Кубань», «Крым» (1957), «Ленинград» (1961); серия работ «Москва и москвичи» (1960); «Доярка» (1952), «Рыбаки уходят в море» (1957), «После боя» (1957), «Лунная ночь» (1957), «Летят журавли» (1958), «Натюрморт с гитарой» (1963), «Женщина в синем» (1965), «Кузьминки» (1974). Исполнил также портрет В. И. Ленина в мраморе (1975).
Выполнял работы в технике мозаики и керамики, в том числе:
- павильон РСФСР на ВСХВ: панно «Уборка льна» и «Картофель» (масло, 1954, совместно с В. А. Васиным и С. П. Рычаговым);
- Спортивный комплекс «Фили» (Спорткомплекс «Конструктор»): мозаика «Чемпионы», «Футбол», «Спортивная гимнастика», «Аквалангисты» (керамическая плитка, 1973, совместно с С. И. Ивановым); — Москва, Большая Филёвская, 32[3].
- Спортклуб «Кашира» — (Кашира, Садовая улица, 27);
- на жилых зданиях в Кузьминках.

Персональная выставка работ Колесникова состоялась посмертно, в 1982 году в Москве.
Работы художника хранятся в собраниях музеев России, среди которых ГТГ, ГЦМСИР, Государственный музей-заповедник М. А. Шолохова.
В 2021 году, к 100-летнему юбилею Владимира Колесникова в ГЦМСИР прошла персональная выставка художника под названием «Ответственный за красоту».

## Семья
Сын — Александр Владимирович Колесников (1961—2021), советский и российский художник.